# Elizabeth Blackwell
Elizabeth Blackwell (Bristol, 3 de febrer de 1821–Hastings, 31 de maig de 1910) fou la primera dona graduada en Medicina dels Estats Units.
Filla d'una família molt religiosa, Elizabeth va rebre una educació elevada però aïllada d'altres nens. Les idees liberals del seu pare li van influir fortament en els seus afanys reformistes. Va decidir estudiar medicina per poder tractar millor les dones malaltes que no se sentien còmodes en presència de metges homes. Per pagar-se la carrera va treballar fent classes en escoles i cases privades i va rebre ajuda de la seva germana gran.
Després de ser refusada en diverses facultats, va ser finalment acceptada en el Geneva Medical College, fundat el 1834, a Geneva, Nova York, com un departament separat del Geneva College, i que el 1871 es va transferir a la Universitat de Syracuse. Allí era l'única dona i rebia constantment menyspreus per aquest motiu. Als estius feia pràctiques en diverses clíniques, i va ser amb aquesta activitat que va començar a veure el lligam entre pobresa i determinades malalties, tema que seria constant en els seus escrits posteriors. En graduar-se, va viatjar a Europa per conèixer noves tècniques mèdiques. Es va negar a casar-se per no perdre la seva independència.
Va establir el seu propi consultori, però va decidir abandonar-lo per baralles sobre la gestió. Finalment es mudà a Anglaterra, on, el 1874, va participar juntament amb Sophia Jex-Blake en la fundació de la London School of Medicine for Women perquè altres noies amb vocació mèdica no haguessin de patir el mateix que ella per poder formar-se.
A la vellesa, ja retirada de l'exercici actiu de la medicina, va dedicar-se a escriure sobre la reforma social, especialment sobre temes que relacionaven la moral cristiana i la cura dels pacients, la promoció de la dona, l'alleujament de la pobresa i la prevenció de malalties amb costums saludables en la vida quotidiana. Igualment va lluitar contra la prostitució i els anticonceptius.
En el seu honor s'atorga anualment des de 1949 l'Elizabeth Blackwell Medal a les contribucions de les metgesses més rellevants.